# Rachel Hayward
Rachel Hayward (1968) est une actrice canadienne née à Toronto (Canada).

## Bio graphie
elle est Dr Allison dans Hellraiser 6 .

## Filmographie

### Cinéma
- 1985 : Breaking All the Rules : Angie
- 1989 : Whispers : femme à la morgue
- 1990 : Xtro II: The Second Encounter : Dr Myers
- 1992 : Face à face (Knight Moves) : dernière victime
- 1993 : Time Runner : Caroline Raynor
- 1993 : Anything for Love (en) : Sonia Glatt
- 1994 : Six balles pour un tueur (Suspicious Agenda) : Roxanne
- 1995 : Décompte infernal (The Final Cut) : Barmaid Gabby
- 1999 : Limp : Dr Fishbourne
- 1999 : La Nuit d'Halloween (The Fear: Resurrection) : Trish
- 1999 : Destruction finale (Y2K) : Panama
- 1999 : Convergence : T.K. Wallace
- 2000 : Apartment Hunting : Lola
- 2000 : The Operative : Sonya Orlova
- 2001 : Le Phare de la peur : Kate O'Conner
- 2001 : Lola : Woman at Phonebooth
- 2002 : Hellraiser 6 (Hellraiser: Hellseeker) (vidéo) : Dr Allison
- 2003 : Cellmates : Carrie
- 2003 : Art History : Verity Phillips
- 2008 : L'Art de la guerre 2 (The Art of War II : The Betrayal) (vidéo) : Carlson

### Télévision

#### Séries télévisées
- 1990 : Le ranch de l'espoir (saison 1, épisode 15) : Beth
- 1991 : L'As de la crime (saison 1, épisodes 1 & 2) : Marie Pulaski
- 1991 : Palace Guard (saison 1, épisode 7) : Princess Jacqueline
- 1992-1993 : Vivre à Northwood : Jean
- 1994 : Les anges gardiens (saison 1, épisode 7) : Helen Rhinehart
- 1995 : Sliders : Les Mondes parallèles (saison 1, épisode 6) : Karen the Summoner
- 1995 / 1996 : Highlander (épisodes 4x04 / 5x02) : The Duchess / Delila
- 1997 : Stargate SG-1 (saison 1, épisode 1 : Enfants des dieux) : Guard #3
- 1997 : Police Academy (saison 1, épisode 8) : Lisa Landon
- 1997-1998 : Viper (épisodes 2x15 / 4x10) : Julianna 'Jolie' Morrow / Maureen Masters
- 1998 : Millennium (saison 2, épisode 13) : Angela
- 1998 : Traques sur internet (saison 1, épisode 9) : Emma Roe
- 1998 : Welcome to Paradox (saison 1, épisode 12) : Megan Galloway
- 1998-1999 : First Wave (saison 1, épisodes 13 & 22) : Susan Tannen
- 1999 : Xena, la guerrière (saison 5, épisode 5) : Amazon
- 1999-2000 : Harsh Realm : Florence
- 1999 / 2004 : Cold Squad, brigade spéciale (épisodes 3x06 / 7x06) : Diane Armstrong / Mama
- 2000 : Les prédateurs (saison 2, épisode 19) : Elizabeth
- 2000 : Call of the Wild : Adoley Thornton
- 2001 : Andromeda (épisodes 1x17 / 2x05) : Adulasia Stalin / Cory
- 2003 : Mutant X (saison 2, épisode 13) : Christina
- 2003 : Dead Zone (saison 2, épisode 9) : Alma / Rosemary
- 2003 : Bliss (saison 2, épisode 6) : Amanda
- 2003-2004 : Jake 2.0 : Executive Director Valerie Warner
- 2004 : The L Word (saison 1, épisode 6 : Larguées - Losing It) : Ellie
- 2004 : Tru Calling : Compte à rebours (saison 1, épisode 13) : Adrian Barnes
- 2004 : The Eleventh Hour (saison 2, épisode 8) : Corporal Linda Macey
- 2006 : Godiva's (saison 2, épisode 8) : Suki
- 2006 : Battlestar Galactica (saison 3, épisode 6) : Blonde Woman
- 2007 : Painkiller Jane (saison 1, épisode 12) : Jennifer Meyers
- 2012-2013 : Arctic Air (épisodes 1x04, 1x05 & 2x10) : Rita Gilbride
- 2013 : Retour à Cedar Cove (saison 1, épisode 8) : Dr Susan Kendall
- 2013 : Played (saison 1, épisode 9) : Detective Swatek
- 2014 : Motive (saison 2, épisode 8) : Olivia Dent
- 2014 et 2019 : Supernatural (épisodes 9x11 & 15x05) : Sheriff Dignan / Tara
- 2018 : Unreal (saison 4, épisode 6) : Detective
- 2019 : Valley of the Boom (épisode 5) : Joyce

#### Téléfilms
- 1993 : Le Loup des mers (The Sea Wolf) de Michael Anderson : Ann Treadwell
- 1993 : A Stranger in the Mirror de Charles Jarrott : Harriett
- 1996 : La Mémoire endormie (She Woke Up Pregnant) de James A. Contner : Jill Weitz
- 1996 : Bloodhounds II de Stuart Cooper : Bookstore Fan
- 1997 : Le Vaisseau de l'enfer (Dead Fire) de Robert Lee : Alexa Stant
- 1998 : Voyage of Terror de Brian Trenchard-Smith : Gina Reid
- 1998 : Killer app de Robert Altman : Tricia
- 1999 : Harsh Realm : Florence
- 2000 : Impasse meurtrière (Deadlocked) de Michael W. Watkins : Rachel Castlemore
- 2001 : Une femme de haut vol (Cabin Pressure) de Alan Simmonds : Reece Robbins
- 2002 : Les Fantômes de High River (Sightings: Heartland Ghost) de Brian Trenchard-Smith : Jamie
- 2002 : La Reine des neiges (Snow Queen) de David Wu : Amy
- 2003 : Cyclones (Devil Winds) de Gilbert M. Shilton : Karen Sowells
- 2004 : Deep Evil de Pat Williams : Capt. O'Brien
- 2006 : Pour sauver ma fille (Augusta, Gone) de Tim Matheson : Judy
- 2006 : Last Chance Cafe de Jorge Montesi : Kate Stratton
- 2006 : Trois vœux pour Noël (Holiday Wishes) de David Weaver : Mrs. Fulton
- 2007 : La Voleuse de diamants (Cleaverville) de Jorge Montesi : Andi
- 2007 : Une rivale dans la maison (Perfect Child) de Terry Ingram : Dr Ferrel
- 2007 : L'Insoutenable Vérité (Unthinkable) de Keoni Waxman : Susan Shaw
- 2008 : Un souhait pour Noël (The Mrs. Clause) de George Erschbamer : Marcia
- 2009 : Une famille dans la tempête (Courage) : Evelyn Tubbs
- 2011 : Dangereuse obsession (Obsession) de George Erschbamer : Laura Whiting
- 2013 : La Femme la plus recherchée d'Amérique (She Made Them Do It) de Grant Harvey : Julia Rogers
- 2013 : Liaison cachée (Secret Liaison) de Andrew de Villiers : Linda
- 2013 : Mystère à Glenwood (Garage Sale Mysteries) : cliente
- 2014 : My Mother's Future Husband de George Erschbamer : Mitzi
- 2015 : Sara a disparu (Stolen Daughter) de Jason Bourque : Martha Dixel
- 2015 : Driven Underground de George Erschbamer : Molly Sanders
- 2015 : Mon futur ex et moi (Autumn Dreams) de Neill Fearnley : Jessica Hancock
- 2016 : Mon héroïne de Noël (A Firehouse Christmas) de George Erschbamer : Lori Lawrence
- 2016 : Les Enfants de Noël (Hearts of Christmas) de Monika Mitchell : Kate Miller
- 2019 : L'amour sur mesure (Made for You, with Love) de Lucie Guest : Katie's Mom
- 2019 : Les petits meurtres de Ruby : héritage empoisonné (Ruby Herring Mysteries: Her Last Breath) de Fred Gerber : Natalie Billings
- 2019 : 100% Compatibles (Over the Moon in Love) de Christie Will Wolf : Charlotte Moore
- 2019 : Hailey Dean Mystery : Erica